# 24

24(이십사)는 23보다 크고 25보다 작은 자연수다.

## 수학
- 합성수로, 그 약수는 1, 2, 3, 4, 6, 8, 12, 24다. 약수가 8개인 가장 작은 자연수다.
  - 진약수의 합은 36이므로, 24는 과잉수다.
- 6번째 고도 합성수다. 앞의 고도 합성수는 12, 다음은 36이다.
- 8번째 트리보나치 수다. 앞의 트리보나치 수는 13, 다음은 44다.
- 3번째 구각수다. 앞의 구각수는 9, 다음은 46이다.
- 2번째 이십사각수다. 다음 이십사각수는 69다.
- {\displaystyle 24=11+13}
  - 연속하는 두 소수(素數)의 합으로 나타낼 수 있으며, 이 성질을 지닌 앞의 수는 18, 다음 수는 30이다.
- {\displaystyle 24=4\times 6}
  - 연속하는 두 짝수의 곱으로 나타낼 수 있으며, 이 성질을 지닌 앞의 수는 8, 다음 수는 48이다.
- {\displaystyle 24=4!=1\times 2\times 3\times 4=2\times 3\times 4}
  - 4 이하의 모든 자연수의 곱(계승)이다.
  - 연속하는 세 자연수의 곱으로 나타낼 수 있으며, 이 성질을 지닌 앞의 수는 6, 다음 수는 60이다.
  - 연속하는 네 자연수의 곱으로 나타낼 수 있는 가장 작은 수이며, 이 성질을 지닌 다음 수는 120이다.

## 과학
- 크로뮴(Cr)의 원자번호.

### 시간, 날짜, 천문
- 하루는 24시간이다.
  - 이십사시 (과거 한국에서 쓰이던 십이시를 응용한 시간제)
- 24시는 밤 12시이다.
- 1년은 24절기로 나뉜다.
- 기차나 비행기 등이 운항할 때는 24시제를 쓴다.
- NGC 24: 조각가자리 방향에 있는 나선은하.

## 교통

### 철도
- KTX-산천 열차는 24대가 있다.

### 도로
- 고속도로
  - 주간고속도로 제24호선: 일리노이주 펄리즈밀에서 테네시주 채터누가까지 이어지는 미국의 주간고속도로.
  - 유럽 고속도로 24호선: 영국 버밍엄에서 입스위치까지 이어지는 유럽 고속도로.
  - 아우토반 24호선: 독일의 고속도로.
- 국도 제24호선
  - 대한민국 24번 국도: 전라남도 신안군 임자면에서 울산광역시 남구 무거동까지 이어지는 대한민국의 국도.
  - 일본 24번 국도: 교토부 교토시 시모교구에서 와카야마현 와카야마시까지 이어지는 일본의 국도.
- 기타 도로
  - 현도 제24호선

## 문화유산
- 대한민국의 국보 제24호: 경주 석굴암 석굴
- 대한민국의 보물 제24호: 김제 금산사 혜덕왕사탑비
- 대한민국의 사적 제24호: 경주 진덕여왕릉

## 방송
- 지니 TV와 U+ TV의 YTN 채널 번호.[1]
- 스카이라이프의 쇼핑엔티 채널 번호.[2]
- B tv의 ENA 채널 번호.

## 스포츠
- 축구
  - 1994년까지 월드컵 참가국은 총 24개국이었다.
- 농구
  - 농구의 공격 제한시간은 24초다.

## 기타
- 날짜: 2월 4일
- 연도: 24년, 기원전 24년

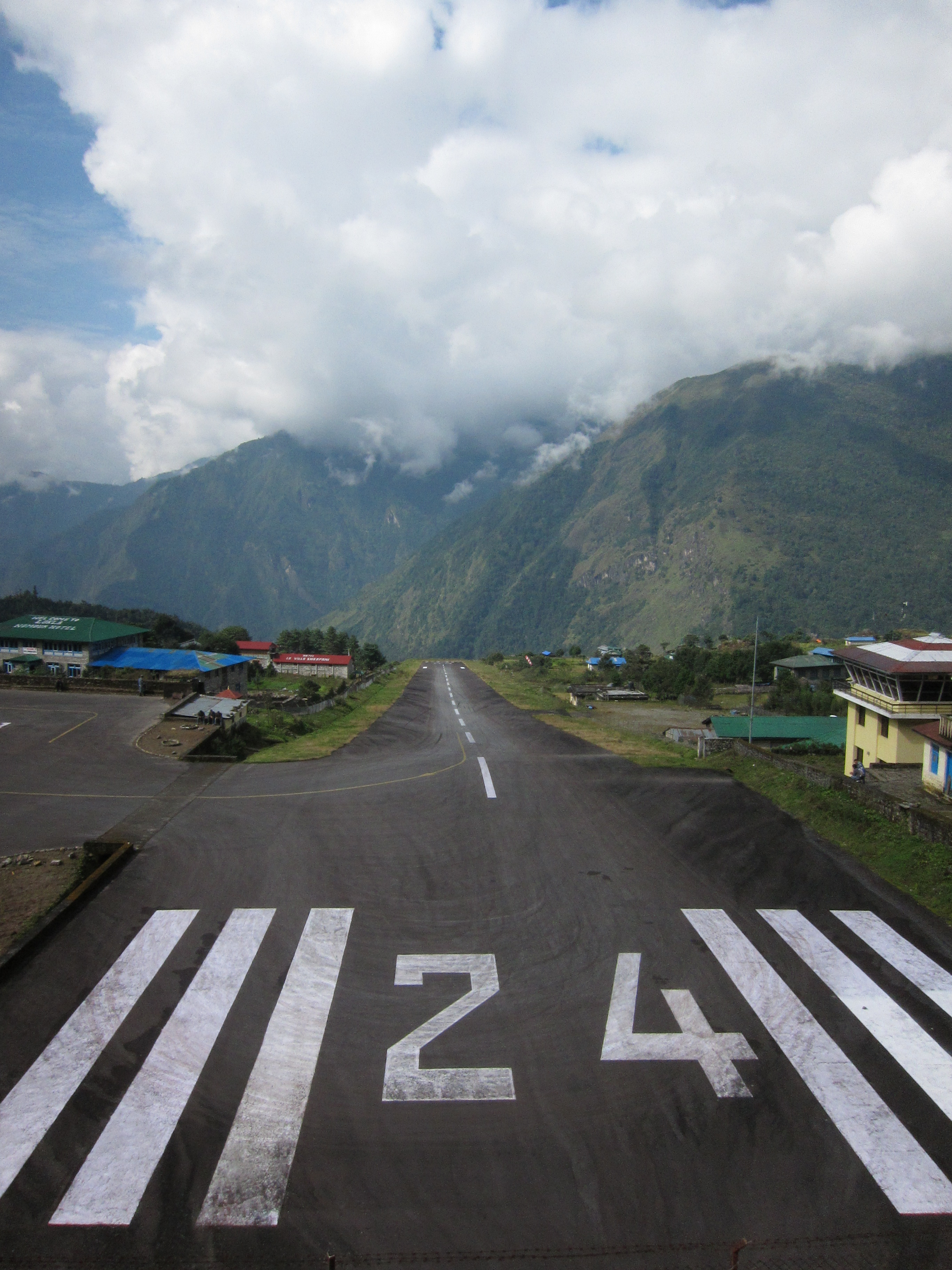

- 그리스 문자는 Α부터 Ω까지 24개가 존재한다.
- 한글 문자는 자음, 모음을 합쳐 총 24자가 있다.
- 이사와 발음이 같아 관련 업체에서 전화번호로 많이 쓴다.
- 조성에서는 장조 12개와 단조 12개를 합쳐 총 24개의 조성이 존재한다(중복되어 겹쳐지는 조성 제외).
- 신라 24대 국왕은 진흥왕이다.
- 대한민국의 온라인 서점 예스24
- 대한민국의 편의점 이마트24
- 현대자동차 NF 쏘나타의 F24, F24S
- 현대자동차 YF 쏘나타의 F24

1. ↑  LG헬로비전, B tv 케이블의 채널 번호가 같다.
2. ↑  KT HCN의 채널 번호가 같다.